# Shikārpur (ort i Indien, Karnataka)
Shikārpur är en ort i Indien.   Den ligger i distriktet Shimoga och delstaten Karnataka, i den södra delen av landet, 1 600 km söder om huvudstaden New Delhi. Shikārpur ligger 615 meter över havet och antalet invånare är 33 273.
Terrängen runt Shikārpur är platt. Runt Shikārpur är det tätbefolkat, med 286 invånare per kvadratkilometer. Shikārpur är det största samhället i trakten. Trakten runt Shikārpur består till största delen av jordbruksmark.